# العلاقات الوسط إفريقية الموريتانية
العلاقات الوسط أفريقية الموريتانية هي العلاقات الثنائية التي تجمع بين جمهورية أفريقيا الوسطى وموريتانيا.

## مقارنة بين البلدين
هذه مقارنة عامة ومرجعية للدولتين:
| وجه المقارنة                                              | جمهورية أفريقيا الوسطى      | موريتانيا                 |
| --------------------------------------------------------- | --------------------------- | ------------------------- |
| المساحة (كم2)                                             | 622.98 ألف                  | 1.03 مليون                |
| عدد السكان (نسمة)                                         | 4.66 مليون                  | 4.42 مليون                |
| الكثافة السكانية (ن./كم²)                                 | 7.48                        | 4.29                      |
| العاصمة                                                   | بانغي                       | نواكشوط                   |
| اللغة الرسمية                                             | لغة فرنسية، اللغة السانغوية | اللغة العربية، لغة فرنسية |
| العملة                                                    | فرنك وسط أفريقي             | أوقية موريتانية، أوقية ‏   |
| الناتج المحلي الإجمالي (بليون دولار)                      | 1.95 مليار                  | 5.02 مليار                |
| الناتج المحلي الإجمالي (تعادل القوة الشرائية) بليون دولار | 3.03 مليار                  |                           |
| الناتج المحلي الإجمالي الاسمي للفرد دولار أمريكي          | 323                         |                           |
| الناتج المحلي الإجمالي للفرد دولار أمريكي                 | 594                         | 3.91 ألف                  |
| مؤشر التنمية البشرية                                      | 0.350                       | 0.506                     |
| رمز المكالمات الدولي                                      | +236                        | +222                      |
| رمز الإنترنت                                              | .cf                         | .mr                       |
| المنطقة الزمنية                                           | ت ع م+01:00                 | 00                        |

## منظمات دولية مشتركة
يشترك البلدان في عضوية مجموعة من المنظمات الدولية، منها:
| علم المنظمة | اسم المنظمة                                 | تاريخ انضمام جمهورية أفريقيا الوسطى | تاريخ انضمام موريتانيا |
| ----------- | ------------------------------------------- | ----------------------------------- | ---------------------- |
|             | وكالة ضمان الاستثمار متعدد الأطراف          | 8 سبتمبر 2000                       | 8 سبتمبر 1992          |
|             | الأمم المتحدة                               | 20 سبتمبر 1960                      | 27 أكتوبر 1961         |
|             | منظمة حظر الأسلحة الكيميائية                | ?                                   | ?                      |
|             | منظمة التجارة العالمية                      | ?                                   | 31 مايو 1995           |
|             | منظمة الشرطة الجنائية الدولية               | ?                                   | ?                      |
|             | الاتحاد الأفريقي                            | ?                                   | 25 مايو 1963           |
|             | البنك الإفريقي للتنمية                      | ?                                   | ?                      |
|             | مؤسسة التنمية الدولية                       | 27 أغسطس 1963                       | 10 سبتمبر 1963         |
|             | يونسكو                                      | 11 نوفمبر 1960                      | 10 يناير 1962          |
|             | مجموعة دول أفريقيا والكاريبي والمحيط الهادئ | ?                                   | ?                      |
|             | الاتحاد البريدي العالمي                     | ?                                   | ?                      |
|             | البنك الدولي للإنشاء والتعمير               | 10 يوليو 1963                       | 10 سبتمبر 1963         |
|             | أفريستات ‏                                   | 21 سبتمبر 1993                      | 1998                   |
|             | الاتحاد الدولي للاتصالات                    | 2 ديسمبر 1960                       | 18 أبريل 1962          |
|             | مؤسسة التمويل الدولية                       | 1 أبريل 1991                        | 29 ديسمبر 1967         |
|             | المركز الدولي لتسوية المنازعات الاستشارية   | 14 أكتوبر 1966                      | 14 أكتوبر 1966         |